# Университет Коста-Рики
Университет Коста-Рики (исп. Universidad de Costa Rica, UCR) — государственный университет, старейшее и самое престижное высшее учебное заведение в Коста-Рике, важный исследовательский центр Центральной Америки.
Университет Коста-Рики стабильно входит в список 500 лучших университетов мира и первую двадцатку университетов Латинской Америки.

## История
Первым ВУЗом в Коста-Рике был Университет Святого Фомы (исп. Universidad de Santo Tomás), основанный в 1843 году под покровительством католической церкви. Он был закрыт антиклерикальным правительством президента Рамона Бернардо Сото Альфаро в рамках его кампании по модернизации общественного образования в 1888 году. При этом школы права, агрономии, искусств и фармацевтики продолжили действовать как независимые учебные заведения. В 1940 году в правление президента Рафаэль Анхель дель Сокорро Кальдерон Гуардиа эти школы были снова объединены, но теперь уже как Университет Коста-Рики, который оставался единственным ВУЗом в стране до 1972 года.

## Структура
В составе университета действуют шесть основных направлений (факультетов), которые в свою очередь разделены на колледжи и школы:
- Факультет естественных наук
  - Биология
  - Химия
  - Геология
  - Математика
  - Физика

- Инженерный факультет
  - Аграрный инжиниринг
  - Архитектура
  - Химический инжиниринг
  - Гражданский инжиниринг
  - Информационные технологии
  - Электроинжиниринг
  - Промышленный инжиниринг
  - Механика
  - Геодезия

- Медицинский факультет
  - Стоматология
  - Хирургия
  - Микробиология
  - Сестринское дело
  - Диетология
  - Фармацевтика
  - Общественная санитария
  - Медицинские технологии

- Факультет общественных наук
  - Антропология и социология
  - Экономика
  - Образование
  - География
  - История
  - Право
  - Медиа
  - Политология
  - Бизнес
  - Психология
  - Государственное управление
  - Общественная работа
  - Статистика

- Аграрный факультет
  - Аграрная экономика
  - Зоотехника
  - Агрономия
  - Продукты питания

- Факультет искусств и словесности

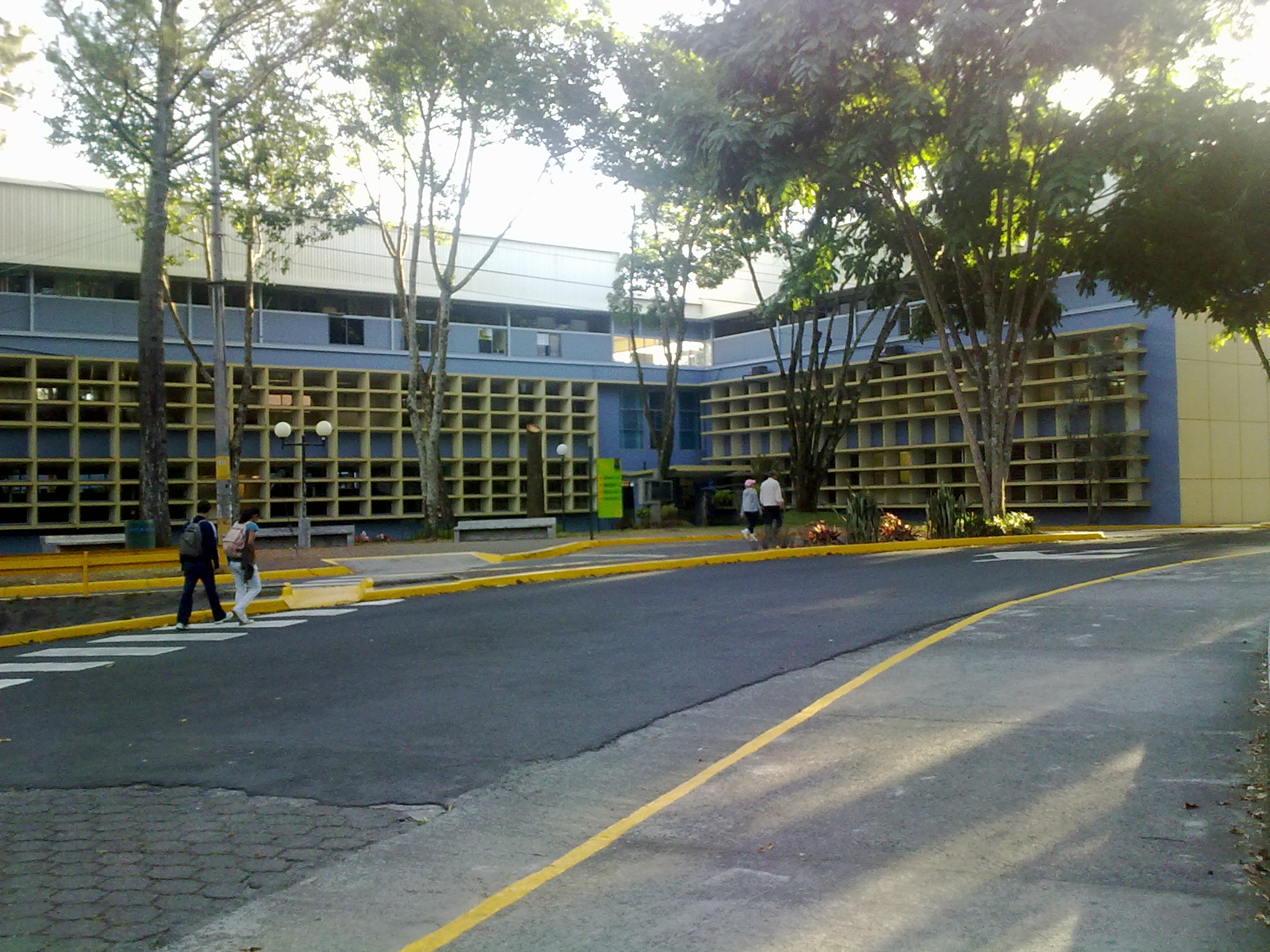
Инженерный факультет

  - Лингвистика, литература и филология
  - Современные языки
  - Живопись, скульптура, дизайн и история искусств
  - Драматургия
  - Философия
  - Музыка

Также в рамках университета работают 26 исследовательских центров и институтов, три научных станции, ботанический сад, планетариум, радио, телестудия и газета.

## Кампусы
Основной кампус «Rodrigo Facio» расположен в столичном пригороде San Pedro de Montes de Oca и занимает около 100 га. Региональные кампусы расположены в других городах Коста-Рики:
- Западный — Сан-Рамон
- Атлантический — Турриальба
- Гуанакасте — Либерия
- Лимон — Лимон
- Тихоокеанский — Пунтаренас
- Гольфито — Гольфито

## Выпускники
См. также категорию Выпускники университета Коста-Рики
- Трехос Фернандес, Хосе Хоакин — президент Коста-Рики в 1966-1970 годах.
- Одубер Кирос, Даниэль — президент Коста-Рики в 1974-1978 годах.
- Карасо Одио, Родриго — президент Коста-Рики в 1978-1982 годах.
- Ариас Санчес, Оскар — президент Коста-Рики в 1986-1990 и 2006-2010 годах, лауреат Нобелевской премии мира 1987 года.
- Чинчилья Миранда, Лаура — президент Коста-Рики c 2010 года.
- Фасио Сегреда, Гонсало — председатель Законодательного собрания Коста-Рики (1953-1956)
- Наранхо, Кармен — писательница, поэтесса, эссеист, дипломат, государственный деятель.